# Stebno (Mírová pod Kozákovem)
Stebno je malá vesnice, část obce Mírová pod Kozákovem v okrese Semily. Nachází dva kilometry jihozápadně od středu obce.
Stebno leží v katastrálním území Sekerkovy Loučky o výměře 5,99 km².

## Historie
První písemná zmínka o vesnici pochází z roku 1702.

## Další fotografie

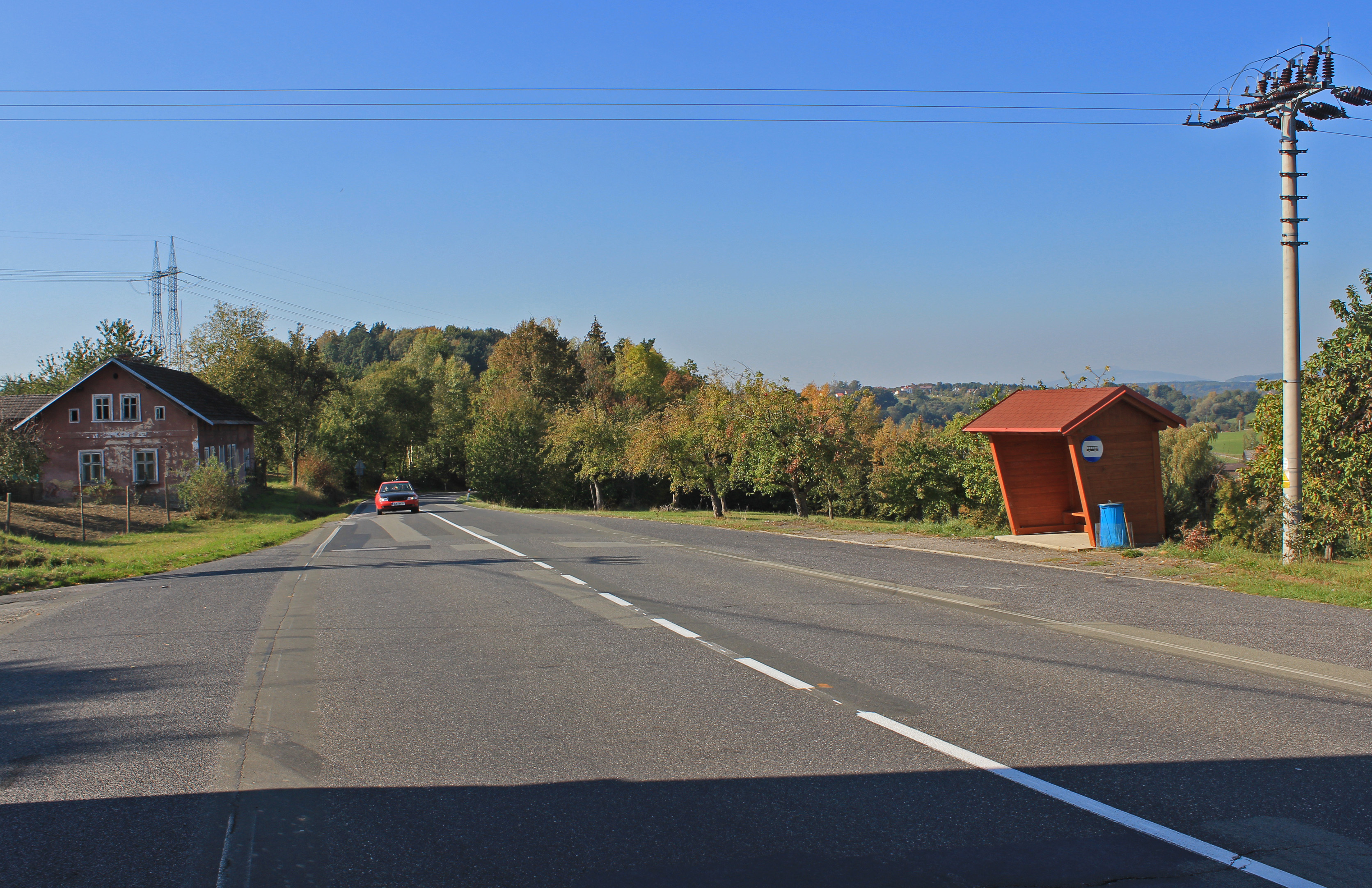
Silnice II. třídy 283
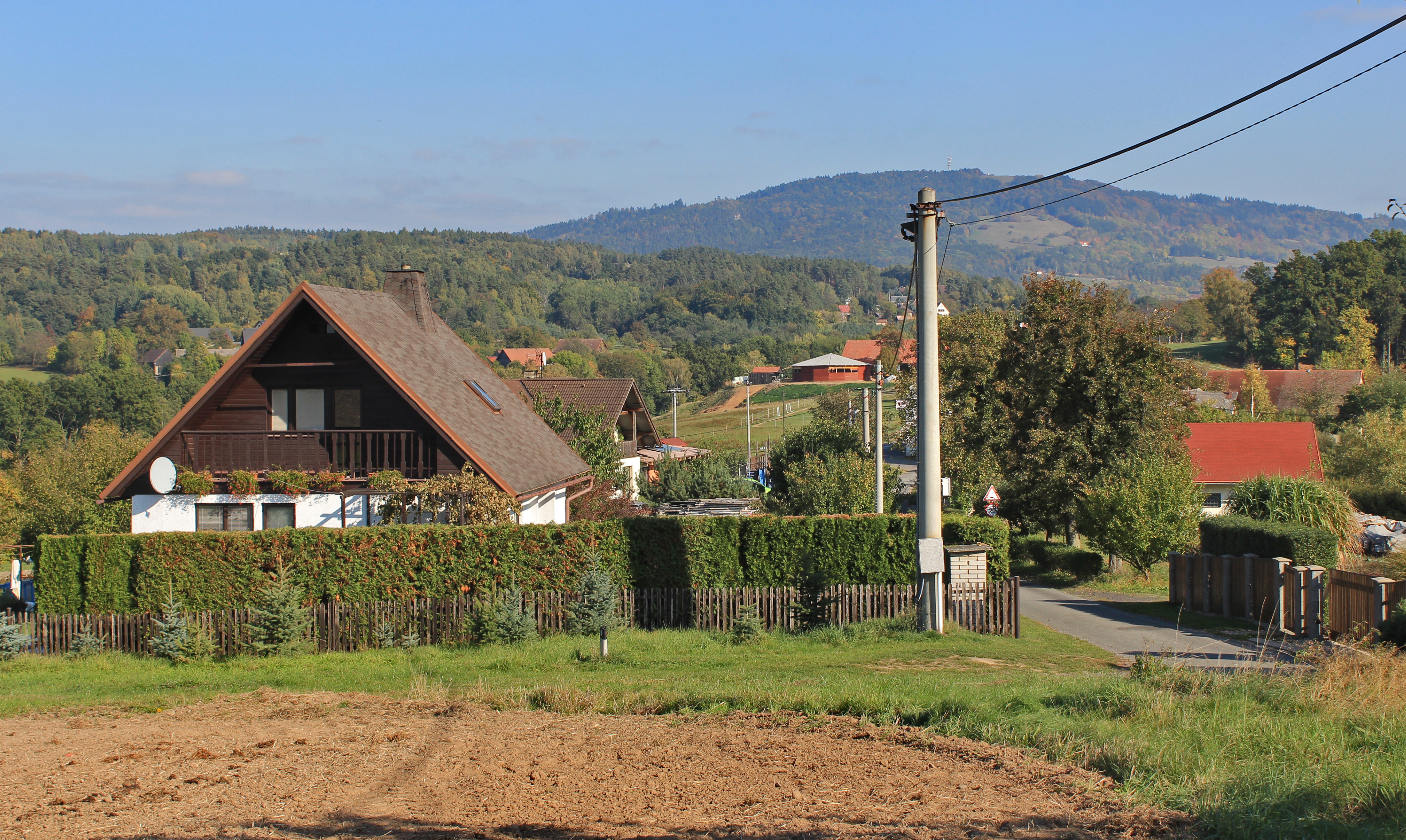
Horní (západní) část vesnice
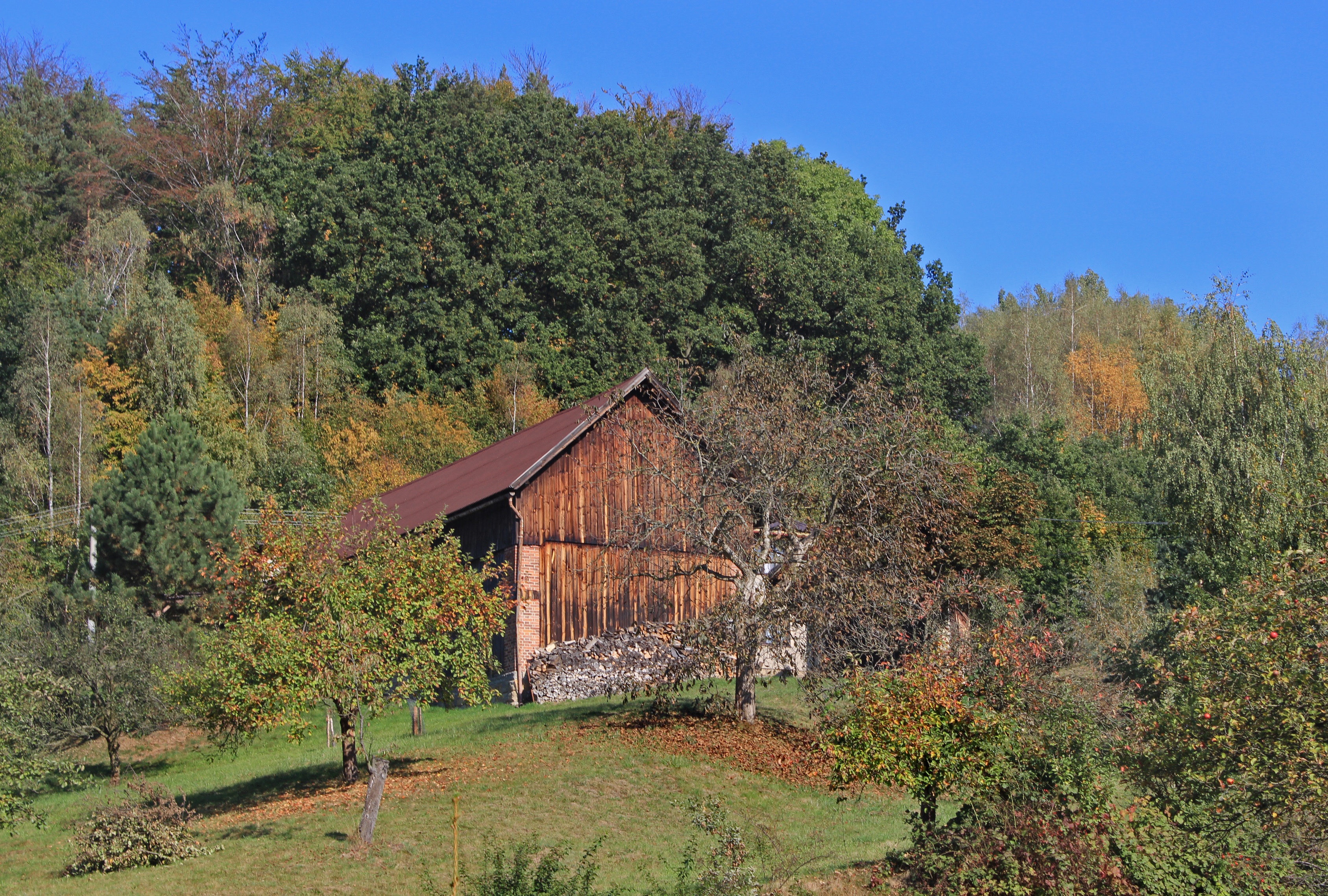
Stará stodola v kopcích